# Alessio Di Giovanni
Alessio Di Giovanni (Cianciana, 11 d'octubre de 1872 – Palerm, 6 de desembre de 1946) fou un dramaturg i poeta en italià i sicilià. De joves es traslladà a Palerm i després a Noto, on va compondre les seves primeres poesies vers el 1892. El 1908 va publicar la comèdia en sicilià Scungiuru, que va agradar molt Giovanni Verga i que va tenir un gran ressò a l'estranger, on fou representada per la companyia de Domenico Aguglia, però que no va tenir gaire repercussió a Itàlia.
El 1910 va publicar Gabrieli lu carusu i els poemes més característics i premiats, Voci del feudo i Sonetti di la surfara. A Cianciana cada any es convoca el 30 de juny un premi literari en honor seu. L'asteroide 17435 di Giovanni va rebre aquest nom en honor seu.